# Diplomas de Español como Lengua Extranjera
Die Diplomas de Español como Lengua Extranjera (DELE) sind offizielle Zertifikate zum Nachweis spanischer Sprachkenntnisse, die das Instituto Cervantes im Namen des spanischen Ministeriums für Erziehung und Wissenschaft
vergibt.

## Offizielle Zertifikate für Spanisch als Fremdsprache
Die Prüfungen zum Erwerb dieser Zertifikate werden in sechs Schwierigkeitsgraden, gemäß dem Gemeinsamen Europäischen Referenzrahmen, angeboten:
- Das DIPLOMA DE ESPAÑOL – NIVEL A1 gilt als Nachweis folgender elementarer Kenntnisse der spanischen Sprache: alltägliche Ausdrücke und ganz einfache Sätze verstehen und verwenden können, die auf die Befriedigung konkreter Grundbedürfnisse zielen (z. B. Fragen zur Person, sich vorstellen etc.).
- Das DIPLOMA DE ESPAÑOL – NIVEL A2 gilt als Nachweis folgender elementarer Kenntnisse der spanischen Sprache: alltägliche, einfache und häufig gebrauchte Sätze und Ausdrucksweisen verstehen, die auf die Befriedigung verschiedener Grundbedürfnisse abzielen, Informationen geben und beantworten zu beispielsweise den Bereichen Familien, Einkauf, Hobbys, Arbeit.
- Das DIPLOMA DE ESPAÑOL – NIVEL B1 gilt als Nachweis über Grundkenntnisse der spanischen Sprache, die zur mündlichen und schriftlichen Verständigung notwendig sind und es erlauben, einfach strukturierte Gespräche zu führen.
- Das DIPLOMA DE ESPAÑOL – NIVEL B2 gilt als Nachweis über sehr gute allgemeine Kenntnisse der spanischen Sprache, die in den üblichen Alltagssituationen benötigt werden.
- Das DIPLOMA DE ESPAÑOL – NIVEL C1 gilt als Nachweis für sehr gute Sprachkenntnisse, die eine Verständigung in jeglicher Situation ermöglichen, auch wenn es sich dabei um abstrakte oder komplexe Themenbereiche handelt.
- Das DIPLOMA DE ESPAÑOL – NIVEL C2 gilt als Nachweis über ausgezeichnete Kenntnisse der spanischen Sprache, die eine Verständigung auf gehobenerem Niveau ermöglichen.

Die Prüfungen für die Zertifikate werden von der Universität Salamanca in Zusammenarbeit mit dem Instituto Cervantes erstellt und ausgewertet.

## Anerkennung
Die Anerkennung ist international und gilt gleichermaßen im universitären Bereich und in der Berufswelt. In Spanien werden die Zertifikate von Universitäten sowie öffentlichen und privaten Institutionen als offizielle Qualifikationsnachweise anerkannt. Die Prüfungen können in mehr als 700 Einrichtungen in mehr als 100 Ländern weltweit abgelegt werden. Ihre Gültigkeit ist unbegrenzt.